# Simaethula opulenta
Simaethula opulenta är en spindelart som först beskrevs av Koch L. 1879.  Simaethula opulenta ingår i släktet Simaethula och familjen hoppspindlar. Inga underarter finns listade i Catalogue of Life.